# ブラックライトニング
ブラックライトニング（英: Black Lightning）は、DCコミックスの出版するアメリカン・コミックスに登場する架空のスーパーヒーロー。トニー・イザベラとトレバー・ボン・エーデンによって創造され、1977年の"Black Lightning #1"で初登場した。

## 人物
本名：ジェファーソン・ピアース (Jefferson Pierce)
オリンピック十種競技で金メダリストとなったジェファーソンは引退後、以前住んでいたメトロポリスの南に位置する通称「スーサイド・スラム」と呼ばれているスラム地区の生家へ妻子とともに引っ越し、トーマス・ウェイン財団の推薦でガーフィールド高校の校長に就任する。ジェファーソンの父の友人であるピーター・ガンビと再会を喜ぶのも束の間、ピーターは街の現状を嘆く。彼が育った地区は犯罪や殺人が多く、ジャーナリストでもあった彼の父アルビン・ピアースも殺されていた。これらの事情は彼が故郷を捨てるには十分な理由だった。
ジャーナリストの父が「正義は稲妻の如く、ある者にとっては希望に、ある者にとっては恐怖となる（Justice, like lightning, should ever appear to some men hope, to other men fear.）」というモットーのせいで自ら死を招いたと感じていたジェファーソンは、無謀な行為が招く危険性を自覚していた。しかし、ジェファーソンが戻ってもなお「the 100」と名乗るギャングがのさばり治安は悪化したままの現状に憤り、彼は見過ごされた犯罪と戦うクライムファイターとなる。

### イヤーワン
ブラックライトニングというアイデンティティを使ってギャング集団「the 100」とそのリーダーでもあるトバイアス・ホエールと戦うことで、ブラックライトニングは報復の対象を自身に向けさせ、学生が被害に会う機会を減らしていった。それらの活躍はやがてメトロポリス警察、ジミー・オルセン、スーパーマンにも知られていき、信頼を得るようになる。グリーンアローから実力を試すために襲撃された時、その実力を認められジャスティス・リーグに勧誘されたが、ブラックライトニングは組織の一員として活動することを断った。ジャスティス・リーグはその意見を尊重し、メンバーとは必要があれば協力するという形をとる。ある時、電車内で銃を持った暴漢と戦った際、流れ弾でトリーナ・シェルトンという女性が命を落とす。この事件は自身の活動が一般人を巻き込むことの危険性をブラックライトニングに意識させ、やがてトラウマとなり彼は能力を失ってしまう。

### アウトサイダーズ
バットマンがルーシャス・フォックスをマルコヴィアの内戦から救出するためにジャスティス・リーグのメンバーではないブラックライトニングを勧誘する。ジャスティス・リーグは内戦に関与してはいけないと国務省から通告されており、痺れを切らしたバットマンは独自に行動していた。救出作戦の過程で能力を使えないまま戦いになり、不意を突かれてバットマンと共に収容所に収監される。そこでブラックライトニングは能力を使って死者を出しトラウマになっていることをバットマンに吐露する。バットマンから説得され、その言葉を聞いてブラックライトニングは能力を取り戻す。ルーシャス・フォックスを救出し、マルコヴィアの内戦も終わると、バットマンは共に戦った仲間でアウトサイダーズを結成しブラックライトニングも加入した。

## 周辺人物
リン・スチュワート (Lynn Stewart)
ジェファーソンの元妻。
アニッサ・ピアース (Anissa Pierce)
ジェファーソンの娘。メタヒューマンの娘でもあるため、ブラックライトニングの能力を受け継いでいる。後にナイトウィングが率いるアウトサイダーズに参加する。
ジェニファー・ピアース (Jennifer Pierce)
ジェファーソンの娘。彼女もアニッサ同様、ブラックライトニングの能力を受け継いでいる。

## 書誌情報
| タイトル                                                   | 収録内容 | 刊行日     | ISBN           |
| ---------------------------------------------------------- | --- | ---------- | -------------- |
| Black Lightning: Year One                                  | Black Lightning: Year One #1-6 | 2009年11月 | 978-1401221690 |
| Black Lightning: Year One (New Edition)                    | | 2018年1月  | 978-1401279646 |
| Black Lightning Vol.1                                      | Black Lightning Vol.1 #1-11 | 2016年4月  | 978-1401260712 |
| Black Lightning Vol.2                                      | World's Finest Comics #256-260, DC Comics Presents #16, Justice League of America #173-174, Detective Comics #490-491 and 494-495 | 2018年2月  | 978-1401275464 |
| The New 52                                                 | |            |                |
| DC Universe Presents Vol.3: Black Lightning and Blue Devil | DCU Presents #13-19 | 2014年3月  | 978-1401242770 |

## 実写版
ブラックライトニング［2018年 - 2021年］
クレス・ウィリアムズがブラックライトニングを演じている。
同作は当初は独立した世界観であったが、シーズン3よりシェアード・ユニバース「アローバース」に組み込まれた為、同作の登場人物はアローバースの他の作品にも登場している。

## アニメ版
バットマン:ブレイブ&ボールド［2009年 - 2011年］
バンパー・ロビンソンがブラックライトニングを演じている。
スーパーマン/バットマン:パブリック・エネミー［2009年］
レヴァー・バートンがブラックライトニングを演じている。
ヤング・ジャスティス［2010年 - 現在］
カリー・ペイトンがブラックライトニングを演じている。
ジャスティス・リーグ Crisis On Two Earths［2010年］
セドリック・ヤーブローがブラックライトニングを演じている。
サンダー&ライトニング［2013年］
ブレア・アンダーウッドがブラックライトニングを演じている。
同作はカートゥーンネットワークで放映されていたDC Nation Shortsの短編アニメで、現在はYouTubeの公式チャンネルにて視聴できる。
1. 『Clothes Make the Hero』 - YouTube
2. 『Lightning Under the Weather』 - YouTube

## ゲーム版
インジャスティス2
オギー・ハンクスがブラックライトニングを演じている。